# Gamonal (Burgos)
Gamonal es un barrio de la ciudad de Burgos. Fue anexionado en 1955, siendo anteriormente un municipio de la provincia de Burgos llamado Gamonal de Río Pico. Su nombre tiene origen en los campos de gamones que se cultivaban para alimento de animales. 
Es el barrio más poblado de la ciudad de Burgos y de Castilla y León, con aproximadamente 60 000 habitantes en 2006, una cifra que sigue creciendo ante la proliferación de edificaciones de gran altura.

## Descripción
Gamonal se sitúa en un llano que se extiende por las vegas de los ríos Arlanzón, Vena y Pico. El primitivo pueblo y sus dos edificios más destacados, la iglesia de Santa María la Real y Antigua y el Ayuntamiento, se ubicaban junto al Camino real de Francia, sobre cuyo trazado se construiría después la primitiva carretera N-I. 
Tras su anexión en 1955 al municipio de Burgos, se construyeron en Gamonal durante los años 1970 y 1980 múltiples bloques de edificios de viviendas, que lo convirtieron en una de las zonas con mayor densidad de población de la capital burgalesa debido al aluvión inmigratorio motivado por la apertura de polígonos industriales en las cercanías. El eje principal era, y sigue siendo, la calle Vitoria (de hecho la principal calle de Burgos con más de 5 km de longitud) por la que transcurría la Nacional I (Madrid-Irún), si bien la mayoría del tráfico que antes cruzaba la ciudad pasó a hacerlo por las diferentes vías de circunvalación que se fueron construyendo desde finales de los años 1970 hasta la primera década del siglo XXI.

### Urbanismo
El barrio de Gamonal se encuentra al este de la ciudad de Burgos, al norte del estadio de fútbol El Plantio, de la plaza de toros y de la ciudad deportiva militar. Sus principales ejes de comunicación son la calle Vitoria, que coincide con la carretera Nacional I Madrid-Irún, la avenida de los Derechos Humanos, la calle Juan Ramón Jiménez y la avenida de la Constitución Española. Es un barrio moderno levantado en el último tercio del siglo XX. 

### Barrio de Capiscol
Entre el Camino de Santiago y el cauce molinar se habían establecido algunas edificaciones que incluían taberna, molino harinero y alguna casa de labranza. Para conocer mejor el desarrollo y crecimiento de esta parte de Gamonal, ir a: http://hdl.handle.net/10259/3874

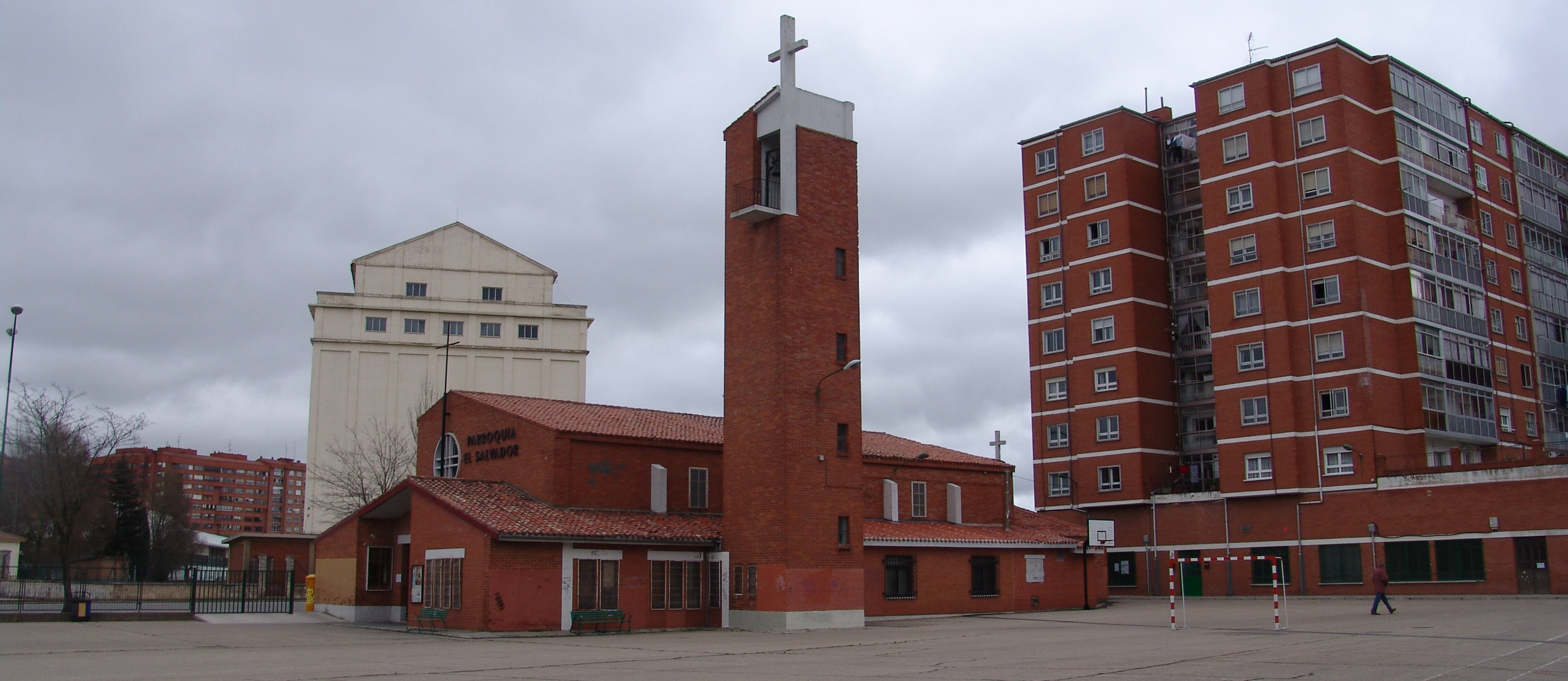
Iglesia El Salvador, Capiscol.

### Coto redondo
Con la incorporación de Villayuda y Castañares al municipio burgalés queda el término enclavado en el municipio capitalino.

## Historia
En el siglo XI el rey Alfonso VI de León decide trasladar la sede de la diócesis de Oca a Gamonal, donde permaneció hasta el establecimiento definitivo de la diócesis de Burgos, hacia 1095.

### Primera polémica con la ciudad
Con ocasión de la destrucción por los sarracenos de la diócesis de Oca, las infantas Urraca y Elvira quisieron que el obispo aucense Don Simón tuviera nueva sede y fue voluntad que esta se ubicara en el campo de Gamonal, dado que allí se levantaba una iglesia con una imagen dedicada a Santa María por la que sentían gran devoción. La iglesia es convertida en catedral bajo el reinado de Alfonso VI, quien el día 8 de junio de 1074, donaba al obispo Simón, entre otros.

"la iglesia de Santa María del Campo de Gamonal con la misma villa y sus términos y afrontaciones, para que se levantara allí una catedral que fuera la madre de todas las Diócesis de Castilla".

Pero en 1075 el rey Alfonso VI dona al obispo de Oca su palacio de Burgos para que allí se construya la catedral. Para dotar el traslado de la sede de Oca a Gamonal, el rey dona unas propiedades, que son: 

«in alfoçe de Fuente Aurea, monasterium Sancte Marie de Ravenaria cum sua decania de Tormiellos et omni qui illi pertinet»

### Los catorce de Gamonal
Los monjes jerónimos del monasterio de San Juan de Ortega donan unas heredades, al concejo y vecinos de Gamonal. El censo quedaba repartido entre los términos de Burgos, Gamonal y Villayuda, con las siguientes características:
- Catorce suertes, para los catorce vecinos más antiguos.
- La fincas no se podían vender.
- Canon anual y perpetuo de 112 fanegas de pan por mitad de trigo y cebada.

A lo largo de los años va complicándose la acción jurisdiccional sobre dicho censo, tanto desde el punto de vista urbanístico como desde el agropecuario: pastos y tránsito de ganados.

### Casa de la Vega[5][6]
A finales del siglo XV el condestable de Castilla decidió que para descansar del trajín de la capital necesitaban algo más que su residencia habitual de la Casa del Cordón.  Por ello se ordenó construir una finca de recreo y caza en el cercano municipio de Gamonal de Río Pico, junto al río Vena y bien comunicada con la ciudad por la antigua vía romana Astorga - Burdeos, que se llamó Casa de la Vega.  Su situación combinaba la cercanía a la ciudad y un entorno rodeado de praderas y bosques con abundante caza.
En una de sus dependencias se alojó la reina Juana I de Castilla, durante casi dos meses tras la muerte de Felipe el Hermoso, hasta que decidió partir hacia la Cartuja de Miraflores, el 20 de diciembre de 1506, con el ánimo determinado de recuperar el cadáver de su marido.
Los restos del antiguo palacio, ya muy desfigurados por su uso como granja en las últimas centurias, fueron derribados en 2003 para dejar paso a una nueva urbanización de la ciudad.

### Cuadrilla de Gamonal
En el Censo de los Millones, de 1591, sobre las provincias ordinarias y partidos, de la Corona de Castilla, figura en la de Burgos la Cuadrilla de Gamonal, con 188 vecinos pecheros, formada por las siguientes localidades: Quintanapalla, Villayerno, Cótar, Castañares, Villalbal, Villa-ayuda, Hurones, Mijaradas y Rubena.
Lugar que formaba parte, del Alfoz y Jurisdicción de Burgos en el partido de Burgos, uno de los catorce que formaban la Intendencia de Burgos durante el periodo comprendido entre 1785 y 1833, tal como se recoge en el Censo de Floridablanca de 1787. Tenía jurisdicción de realengo con alcalde pedáneo.

### Abadía de Gamonal

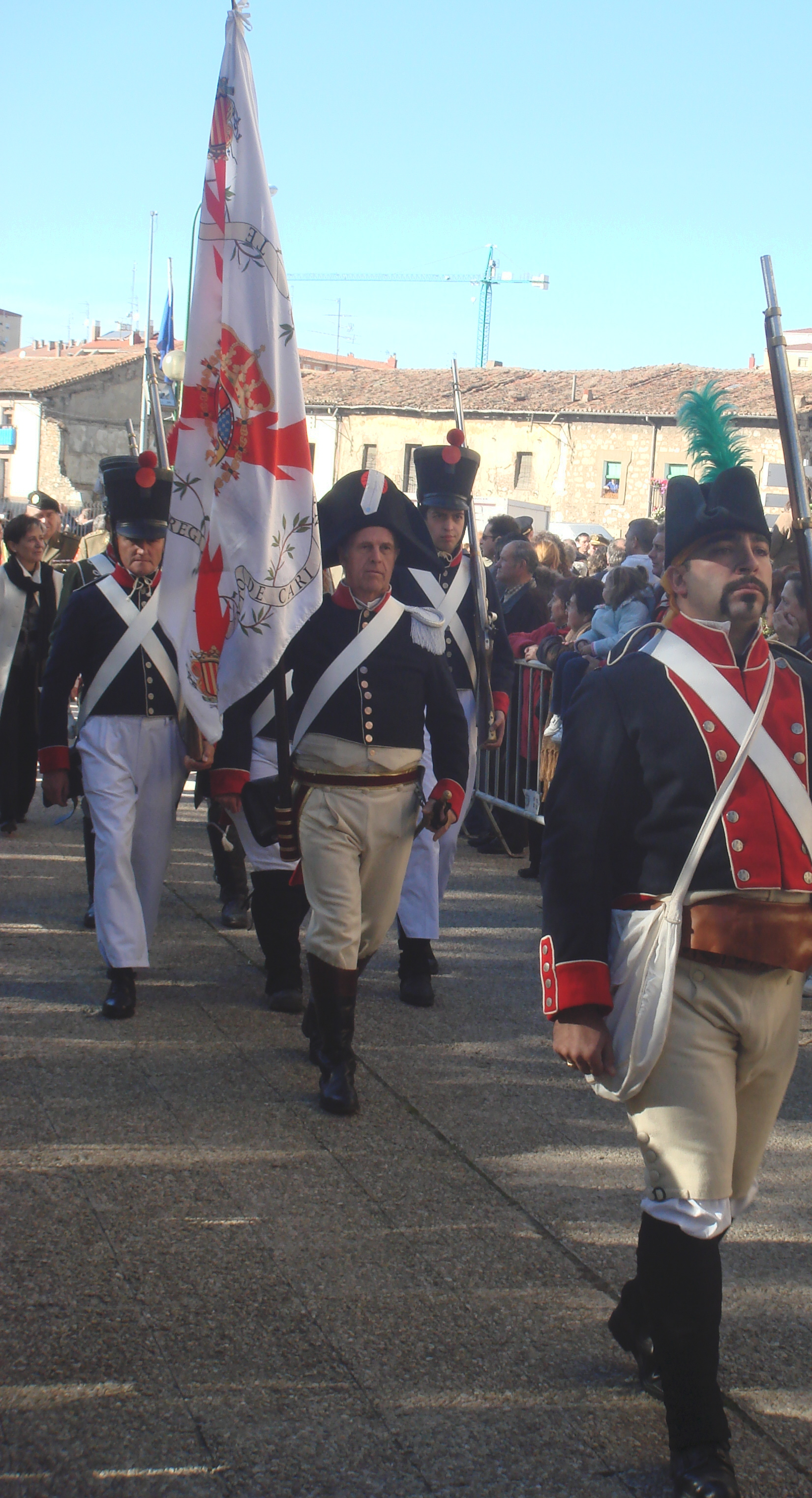
Conmemoración de batalla, 2007.

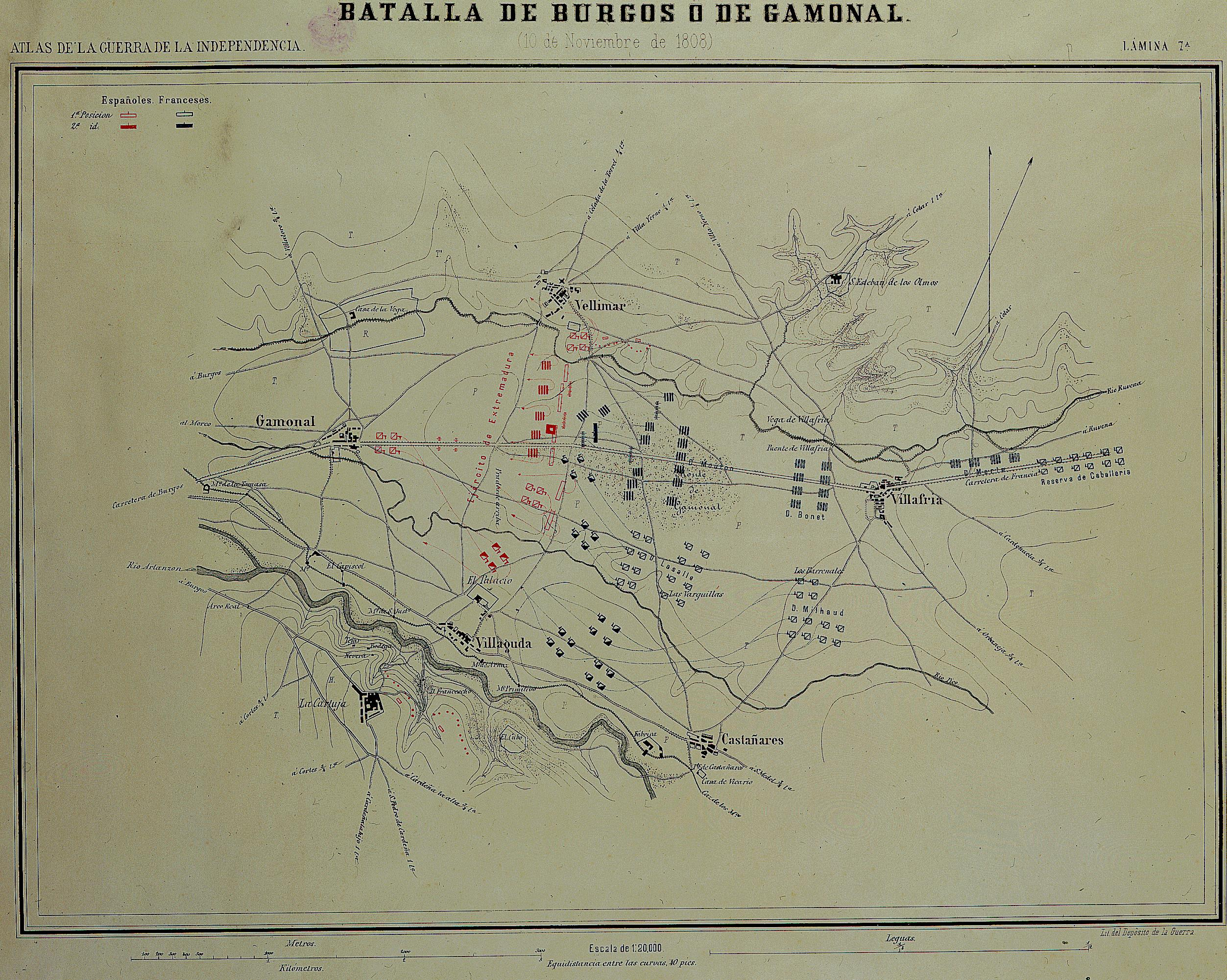
plano de batalla.

En la relación del obispado de Burgos remitida por su Arzobispo el 27 de noviembre de 1588 e incluida en el Censo de los Obispos, 1587, figura la Abadía de Gamonal que comprendía 19 pilas bautismales y 402 vecinos:
| Pila              | Vecinos |
| ----------------- | ------- |
| Gamonal           | 20      |
| Bellimar          | 14      |
| Villalhierno      | 13      |
| Hurones           | 12      |
| Cuotar            | 10      |
| Villafría         | 18      |
| Rubena            | 48      |
| Quintanapalla     | 44      |
| Fresno            | 35      |
| Olmos             | 28      |
| Villaval          | 10      |
| Cardeñuela        | 22      |
| Orbaneja          | 10      |
| Castrillo del Val | 72      |
| Cardeñajimeno     | 14      |
| Castañares        | 8       |
| Villayuda         | 9       |
| Cortes            | 15      |

### Edad Contemporánea
Siglo XIX
En noviembre de 1808, durante la Guerra de la Independencia Española, se desarrolló en sus inmediaciones la llamada batalla de Gamonal, también conocida como la Batalla de Burgos. En ella los españoles fueron derrotados, perdiendo 2000 hombres y 12 banderas.
A mediados del siglo XIX, el lugar, por entonces con ayuntamiento propio, contaba con una población censada de 200 habitantes. La localidad aparece descrita en el octavo volumen del Diccionario geográfico-estadístico-histórico de España y sus posesiones de Ultramar de Pascual Madoz de la siguiente manera:

GAMONAL: l. con ayunt. en la prov., part. jud., dióc, aud. terr. y c. g. de Burgos (3/4 de leg.) sit. en el camino real que dirige á Francia, y en un llano de 1 1/2 leg. de estension: el clima es húmedo y frio en demasia; reinan con mucha frecuencia las vientos N., NO. y NE., siendo las enfermedades mas comunes las destilaciones, catarros, reumatismos y algunas afecciones de pecho crónicas. Tiene 45 casas, 1 escuela de ambos sexos, concurrida por 20 alumnos, cuyo maestro percibe la dotacion en grano y metálico; una fuente de buenas aguas, aunque gruesas; igl. parr. (Ntra. Señora de las Candelas) y 1 cementerio al E. de la misma rodeado de tapia; sirve el culto de aquella 1 cura párr., 1 medio racionero y 1 sacristan de nombramiento del primero. El térm. de este pueblo confina por los cuatro puntos cardinales con el de Burgos por hallarse enclavado en él. El terreno es de mediana calidad, y le cruza por el S. el r. llamado Pico que nace en Cardeñuela; hay prados naturales para pasto. caminos: el real que dirige de Burgos á Francia. correos: la correspondencia se recibe de Burgos por propio casi todos los días. prod. toda clase de cereales, y con especialidad trigo alaga y blanquillo, cebada y centeno, lino, cáñamo, legumbres y hortalizas de todas especies, y frutas muy sabrosas; ganado caballar, vacuno, cerdal, asnal, mular y lanar churro; caza de perdices, codornices, tordos, sordas, conejos y liebres, y pesca de truchas, anguilas y cangrejos. ind.: la agrícola. comercio: algunas tiendas de comestible. pobl.: 50 vec, 200 alm. cap. prod.: 1.048,800 rs. imp.: 104,952: contr.: 10,433 rs. 18 mrs. El presupuesto municipal asciende á 2,800 rs., y se cubre con los productos del arriendo de una taberna.
En Gamonal fué completamente derrotado en noviembre de 1803, por el general francés de caballería Lasalle, el egercito de Estremadura mandado por el conde de Belver; los vencidos entraron envueltos con los vencedores en la cap. de Castilla la Vieja.
(Madoz, 1847, p. 288)

Proceso de anexión al municipio de Burgos
Los días 17 y 21 de mayo de 1954 los ayuntamientos de Gamonal y de Burgos respectivamente acordaron su fusión, casi un siglo después de que se iniciaran las primeras gestiones, fechadas en 1867.
El 22 de julio de 1867 en concejal de Burgos Villanueva Arribas propone, en aplicación del Real Decreto de octubre de 1866, que reforma la Ley de Ayuntamientos de enero de 1845, la anexión de los municipios colindantes de Gamonal, Villayuda o La Ventilla y Castañares. Los argumentos son los siguientes:
- Gamonal, según el censo de 1860, con Capiscol y el molino harinero cuenta con 357 habitantes.
- Gamonal bien comunicado con la capital y a media legua.
- Beneficios, sin perjuicios.
- Conflictos de jurisdicción.

El Ayuntamiento de Burgos, en sesión de 26 de noviembre de 1898, acuerda enviar una comisión a Madrid para, ante la negativa de Gamonal, forzar la anexión, sin éxito.
En enero de 1923 el Ayuntamiento de Gamonal, gravemente afectado por la escasez de agua potable, decide no aceptar la anexión propuesta a cambio de la cesión del sobrante de Villímar (barrio de Burgos).
En 1933, el alcalde de Burgos Sr. Santamaría retoma las negociaciones, fracasa y la insistencia provoca la hostilidad con la amenaza de negar el derecho de pasto a los vecinos de Gamonal.
Movilizaciones vecinales
En las primeras décadas del siglo XXI, el Ayuntamiento de Burgos ha pretendido ejecutar actuaciones urbanísticas que se han encontrado frontal y reiteradamente con la oposición de algunos vecinos del barrio.
Ya en 18 de agosto de 2005 se produjo un enfrentamiento entre policía y vecinos por el proyecto del ayuntamiento de Burgos de construir un aparcamiento subterráneo en una de las principales avenidas del barrio, la Avenidad de los Derechos Humanos (entonces llamada aún de Eladio Perlado). Ante la presión vecinal, el ayuntamiento desistió de construir el aparcamiento en tal avenida. Posteriormente fue declarado ilegal por el Tribunal Superior de Justicia de Castilla y León en una sentencia en que leía “la actuación municipal es un burdo fraude de ley”.

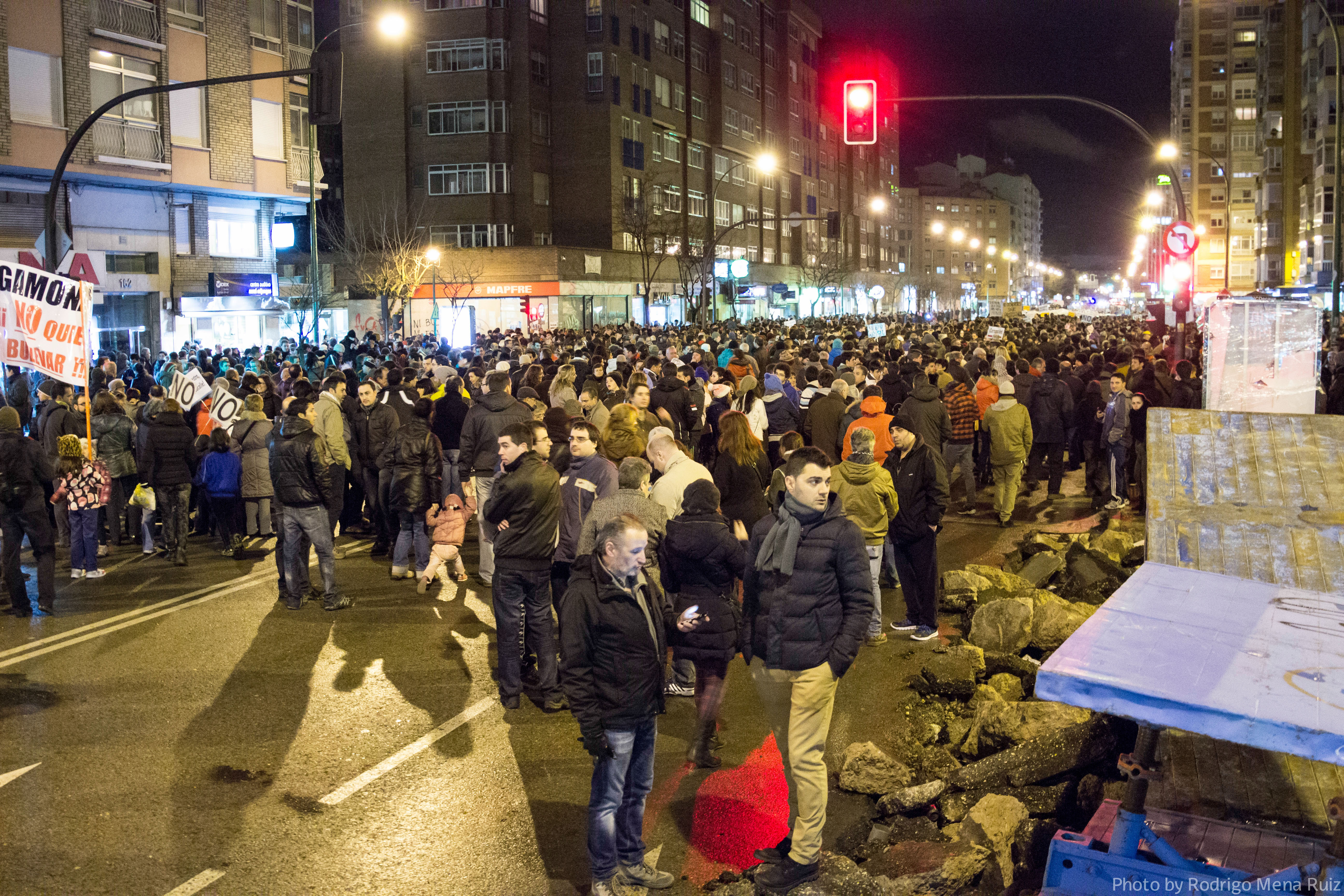
Manifestación contra el bulevar de la calle Vitoria

En la etapa (2011-2019) del alcalde Javier Lacalle, del Partido Popular, se planteó la remodelación de la calle Vitoria. El proyecto, con un presupuesto de 13 millones de euros, consistía en la construcción de un bulevar sobre esta vía, uno de los principales ejes de la urbe burgalesa, eliminando un gran número de aparcamientos en superficie a sustituir con un nuevo aparcamiento subterráneo de pago para 250 vehículos más otras 600 nuevas plazas de aparcamiento gratuito en superficie al norte del barrio. Este proyectó se enfrentó con la oposición de parte de los vecinos que, reiteradamente, se habían manifestado en contra por considerar que la reforma limitaría las plazas de aparcamiento en la cercanía inmediata de sus domicilios y que las nuevas plazas serán objeto de negocio entre el ayuntamiento y las empresas beneficiadas. En enero de 2014 el inicio de las obras provocó la reacción de vecinos con manifestaciones a diario y enfrentamientos con la policía que han tenido repercusión en España y en el extranjero. Finalmente, el 17 de enero, el alcalde decidió cancelar definitivamente el proyecto y mantener la calle Vitoria en su configuración original, con cuatro carriles para vehículos de motor (dos en cada dirección).
El conflicto de enero de 2014 se reavivó temporalmente en noviembre de 2014 durante las protestas en contra de la remodelación de la plaza de toros de Burgos, ubicada en las proximidades del barrio de Gamonal, proyecto presupuestado en más de 8 millones de euros y criticado también por la oposición en el pleno del Ayuntamiento por el coste elevado. Sin embargo, el Ayuntamiento logró llevar a cabo dicho proyecto.

## Demografía
| Gráfica de evolución demográfica de Gamonal entre 1842 y 1950 |
| |
| Población de derecho según los censos de población del INE Población de hecho según los censos de población del INEEn estos censos se denominaba Gamonal de Riopico: 1920, 1930, 1940 y 1950. Entre el censo de 1960 y el anterior, este municipio desaparece porque se integra en el municipio Burgos. |

## Infraestructuras

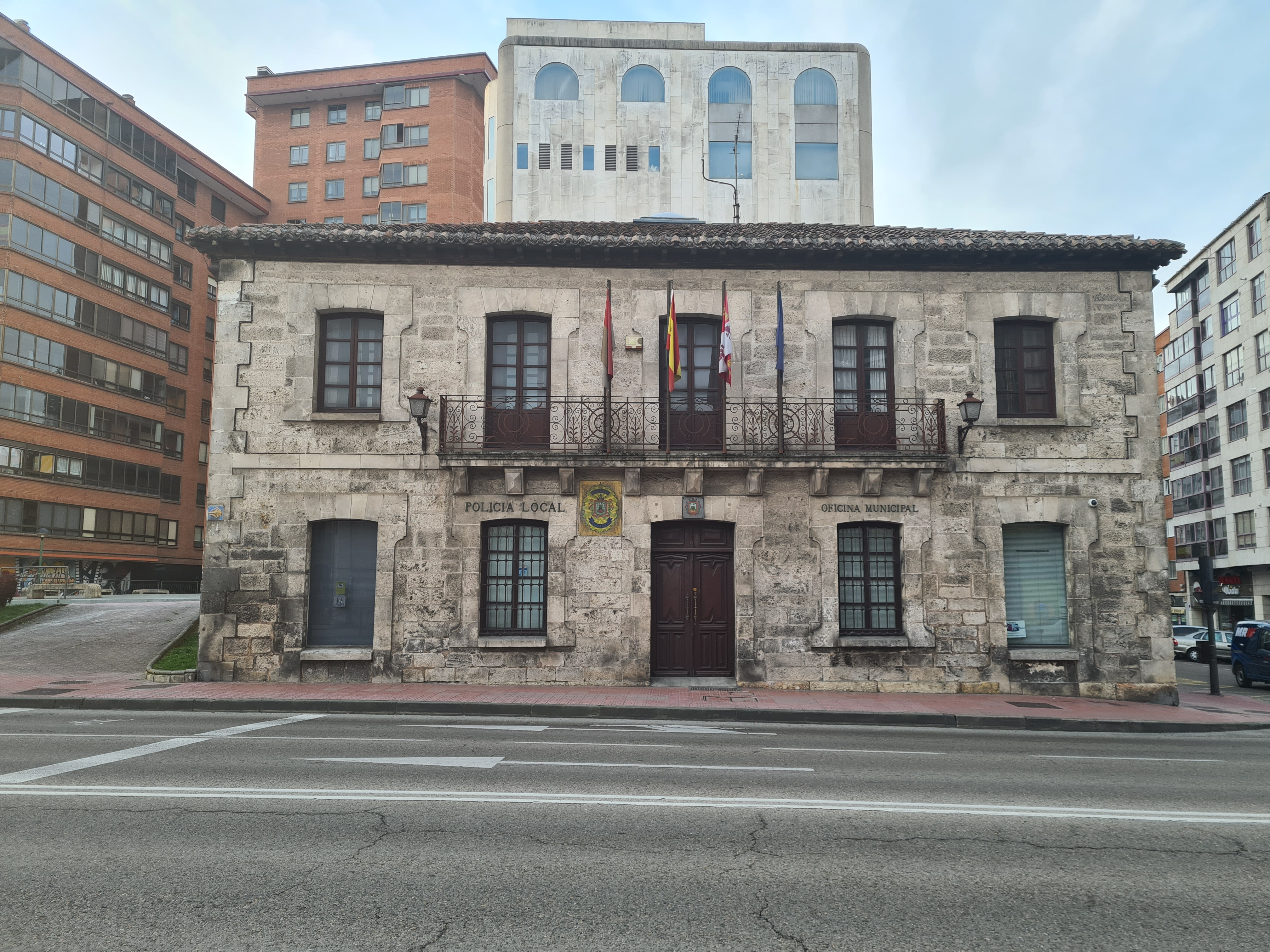
Antiguo ayuntamiento de Gamonal, en segundo plano la Casa de la Cultura

### Aeródromo
En sesión celebrada el 3 de enero de 1920, el Ayuntamiento de Gamonal acuerda ceder el terreno necesario para la instalación de la Escuela de Aviación y en compensación exige a Burgos:

"... que los ganados del pueblo de Gamonal puedan pastar en una extensión igual de terreno que la que tome para el Campo de Aviación de los que existen a la izquierda, próximos a la posesión de la titulada Casa de la Vega ... ".

Sobre el aeródromo se construyó el aeropuerto de Burgos, inaugurado en julio de 2008.

### Polo de Desarrollo
El polo de Promoción Industrial de Burgos data de la época de Francisco Franco (actualmente se conoce como polígono industrial de Gamonal). Esta fue la época de mayor crecimiento demográfico. Debido a esto se desviaron y re-encauzaron los ríos Pico y Vena para ganar terrenos para construir bloques de edificios.

## Monumentos

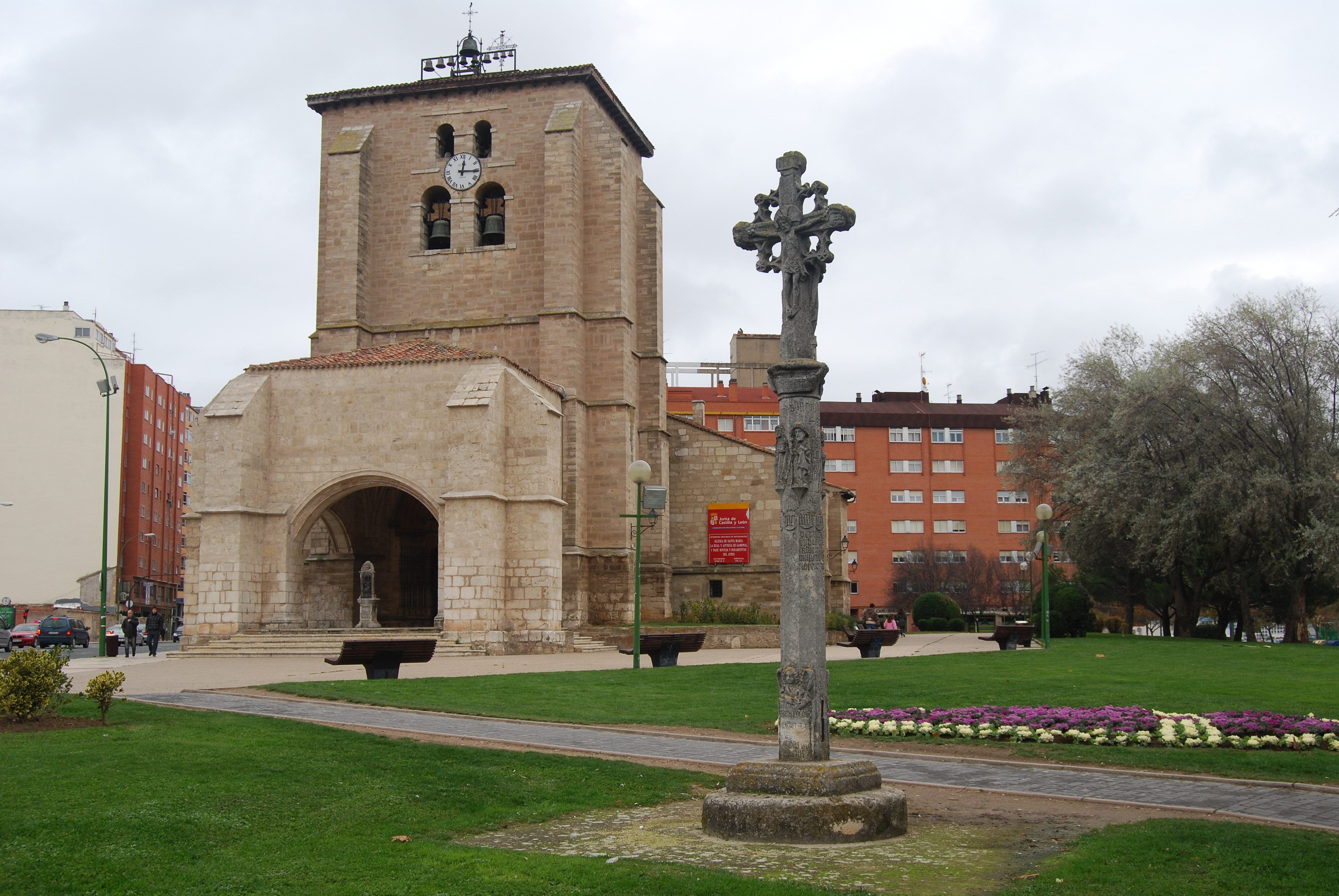
Iglesia de Nuestra Señora la Real y Antigua de Gamonal.

- Iglesia de Nuestra Señora la Real y Antigua de Gamonal. Iglesia gótica construida sobre otra anterior románica, que fue sede episcopal.
- A propuesta de la Asociación Abuelas de Gamonal, en 2024 se inauguró la escultura "Homenaje a las Abuelas" obra del escultor Francisco Ortega Díez.
- El barrio cuenta con varias esculturas de uno de sus vecinos más ilustres, el artista y concejal Cristino Díez. Entre otras, destacan:
  - el Monumento al donante de sangre, en la confluencia de la calle Vitoria con la avenida Derechos Humanos (antigua Eladio Perlado).
  - el Monumento a las víctimas del Yak-42, en la glorieta entre la calle San Roque y Obdulio Fernández.
  - el Monumento al Santo Padre Juan XXIII, en la calle Vitoria.

## Artistas vinculados con Gamonal
En Gamonal han nacido o han residido el pintor Juan Vallejo, los escritores Ignacio Galaz Ballesteros, Oscar Esquivias, Roberto Llorente Infante y Jesús Borro, el poeta José Gutiérrez Román, el escultor, pintor y político Cristino Díez y el fotógrafo y diseñador Asís Ayerbe, entre otros.